# 無政府主義與動物權利
无政府主义哲学及政治運動也与動物權利運動有所关联。许多无政府主义者支持素食主義乃至纯素主义，并在相关抗议活动中起到了一定作用。他们会自称自己不仅为了人类的自由而奋斗，也为了非人類动物的自由而奋斗。

## 纯素食无政府主义
純素食無政府主義，亦可以稱之為嚴格素食無政府主義或純素食安那奇主義，是政治哲學無政府主義、動物權利主義、素食主義的思想。它的中心思想便是人類不應該也沒有必要傷害非人類動物，人類應該過著純素食的生活。純素食無政府主義常被認為是綠色無政府主義的反對物種歧視概念，或是動物解放主義中的無政府主義觀點。
這種哲學思想首次在布來恩‧A‧多明尼克(Brian A. Dominick)的著作「動物解放與社會革命(Animal Liberation and Social Revolution)」中被宣傳，後來符號由無政府龐克樂隊「病毒(Virus)」所使用。這個思想常被稱為激進素食主義、完全解放、完全革命、完全廢除，但是認同以上思想的人不代表一定是純素食無政府主義者。
目前直接行動最為著名的是動物解放陣線、地球解放陣線等等。